# سادو، نیگاتا
سادو در استان نیگاتا در کشور ژاپن واقع شده‌است که دارای جمعیت ۶۵٬۰۳۷ نفر و مساحت ۸۵۵٫۲۶ کیلومتر مربع با تراکم جمعیت ۷۶٫۰ نفر در کیلومترمربع است و در تاریخ ۱ مارس ۲۰۰۴ به عنوان شهر شناخته شد.

## نگارخانه

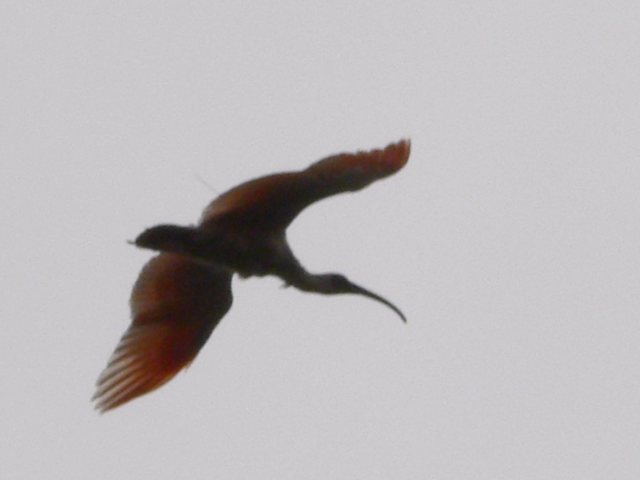
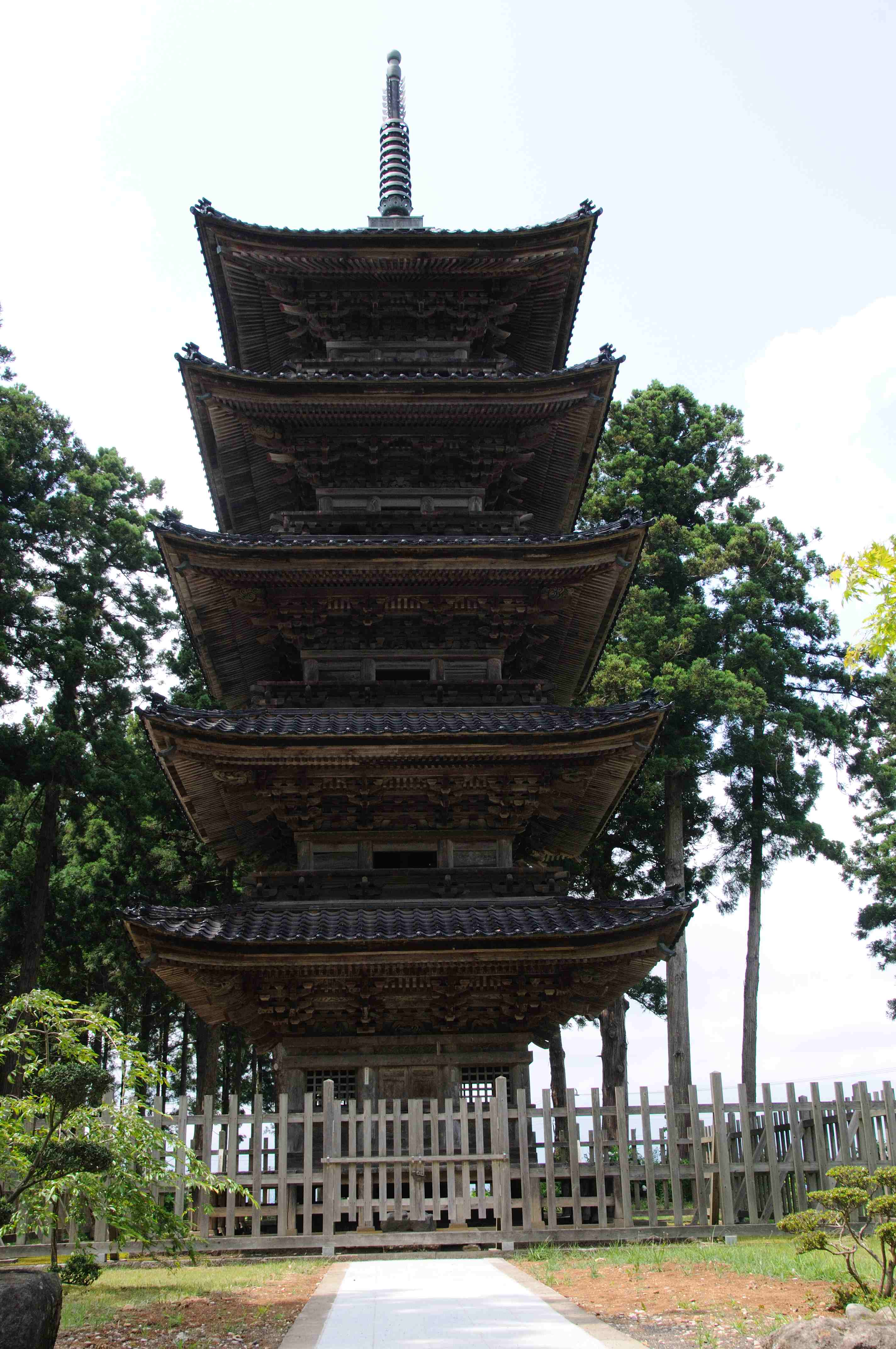
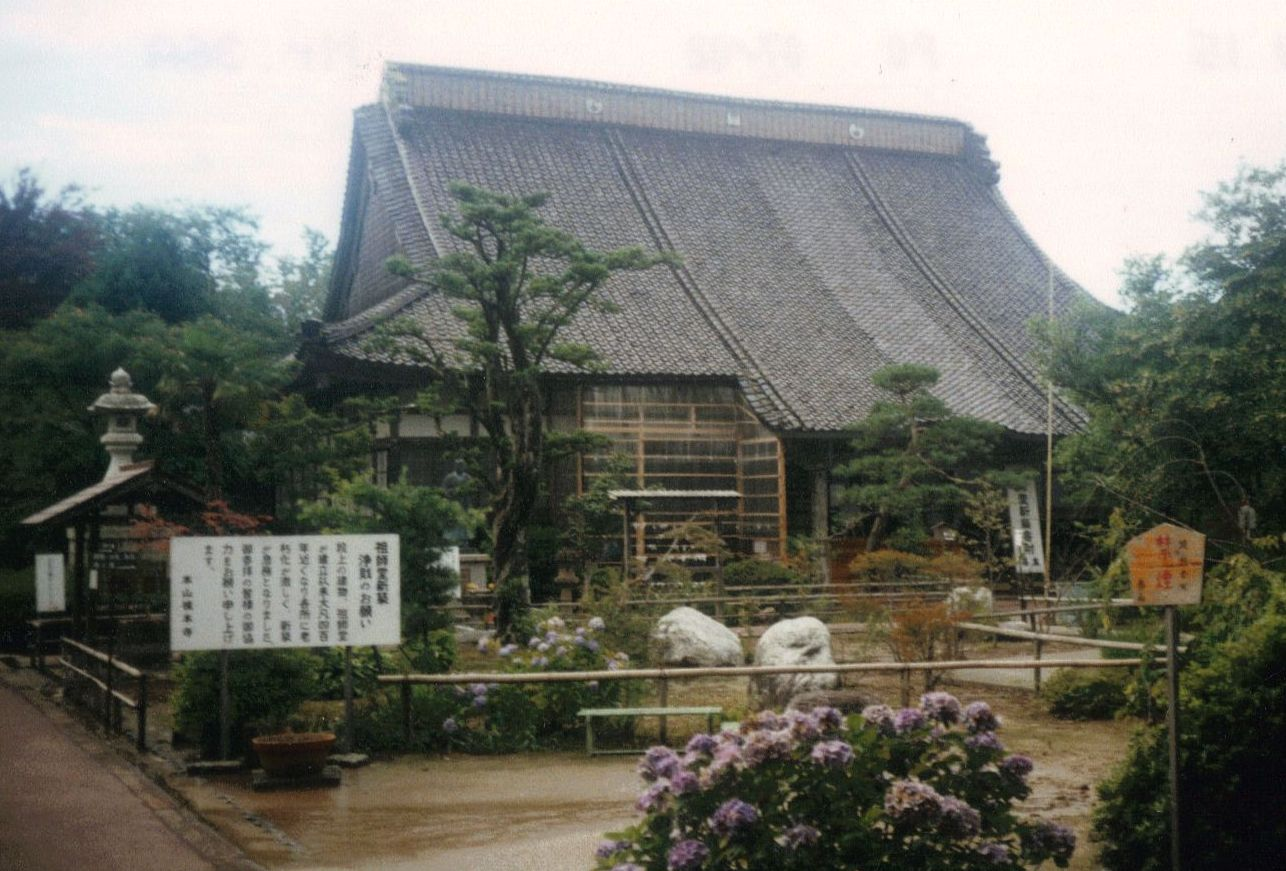
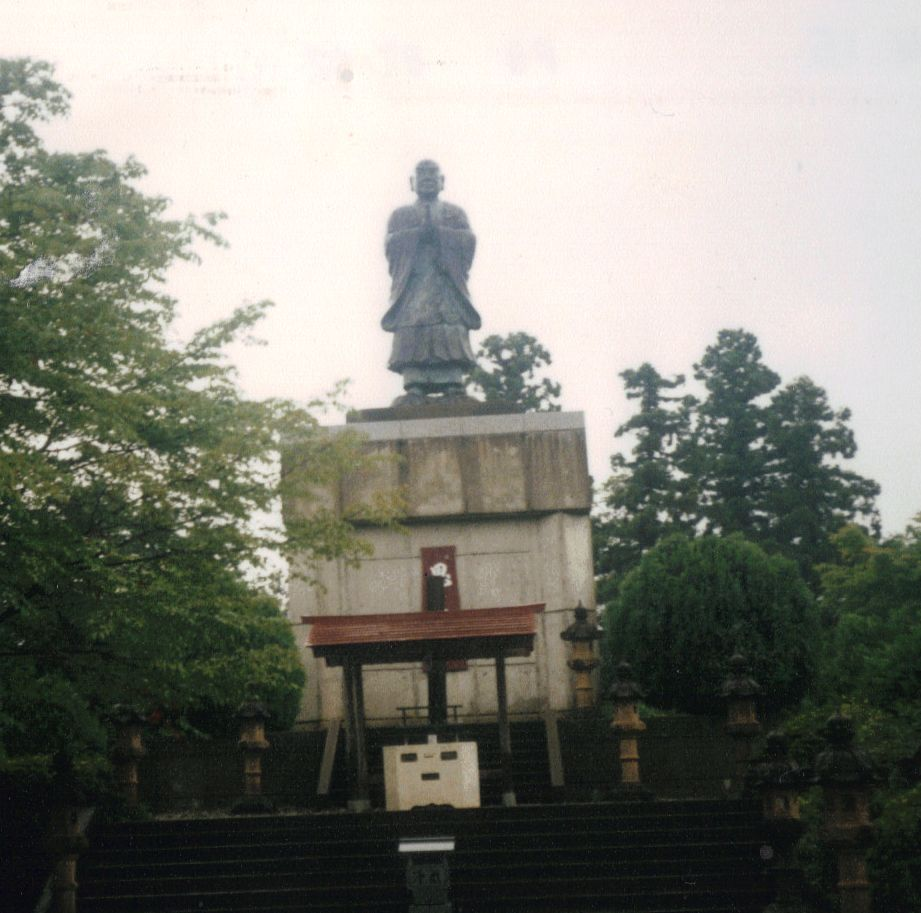
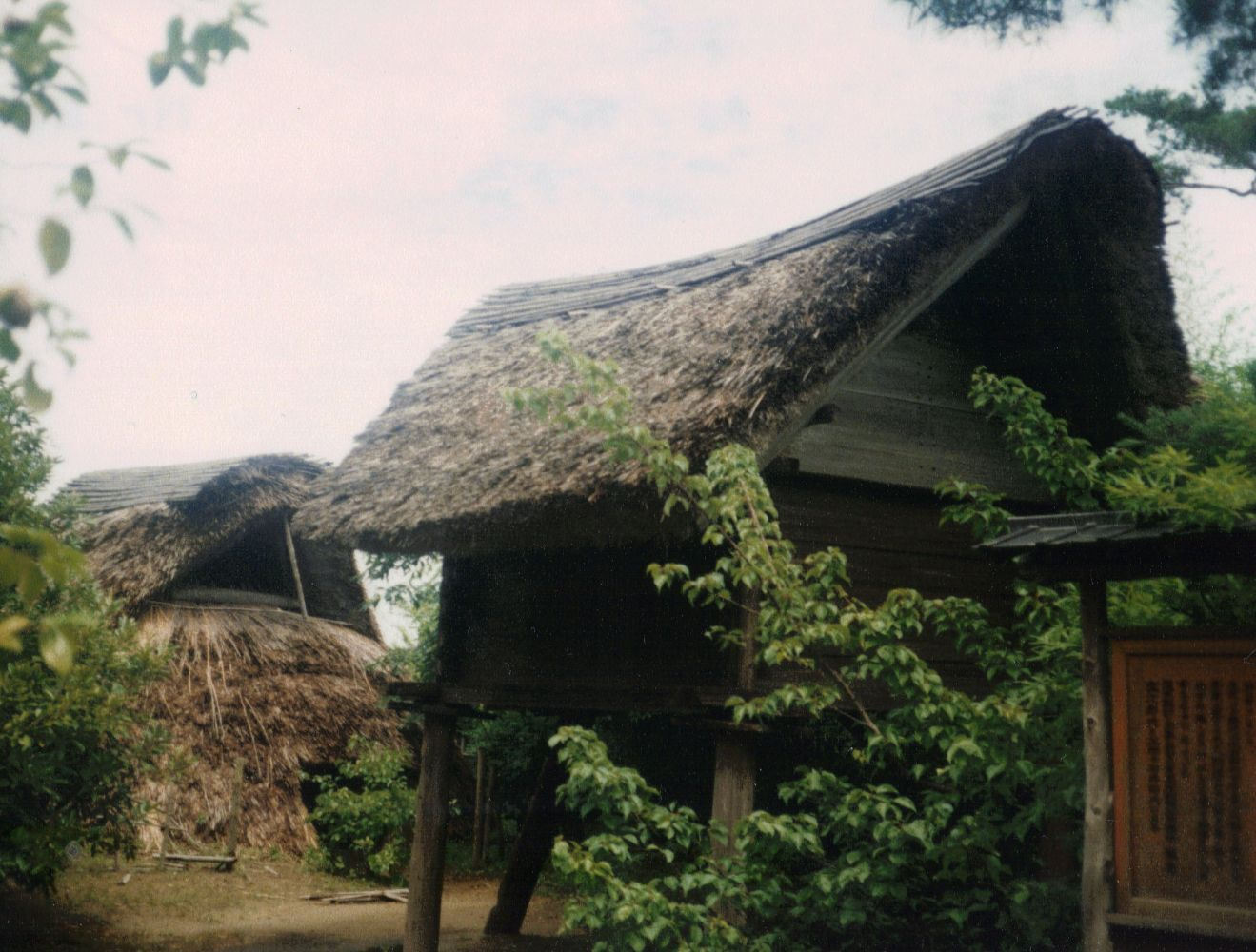